# Palthis agroteralis
Palthis agroteralis är en fjärilsart som beskrevs av Achille Guenée 1854. Palthis agroteralis ingår i släktet Palthis och familjen nattflyn. Inga underarter finns listade i Catalogue of Life.